# Dobeš z Bechyně
Dobeš z Bechyně, také Tobiáš, Velký Dobeš († 24. července 1307, Praha) byl český šlechtic z rodu pánů z Bechyně, který se svým bratrem Čeňkem zastával místo purkrabího na Bechyni. Díky pozici svého příbuzného, pražského biskupa Tobiáše z Bechyně, získal po pádu Záviše z Falkenštejna roku 1289 významné postavení na pražském dvoře. Zároveň mu byly předány centrální části Závišova panství, Polička a Svojanov. O tři roky později se účastnil české diplomatické mise do Frankfurtu nad Mohanem, kde došlo k volbě nového římského krále Adolfa Nasavského. Byl přítomen u smrtelného lože krále Václava II. roku 1305 a po vymření Přemyslovců a následných bojích o český trůn pravděpodobně představoval hlavu prohabsburské strany. Na jednání v biskupském domě 24. července 1307, kdy se jednalo o českém nástupnictví, vnikli mladší šlechtici požadující zvolení Jindřicha Korutanského a v nastalém zmatku Oldřich a Hynek Krušina z Lichtenburka tehdy nemocného Dobeše zavraždili a bez problémů unikli.